# John Tunstall

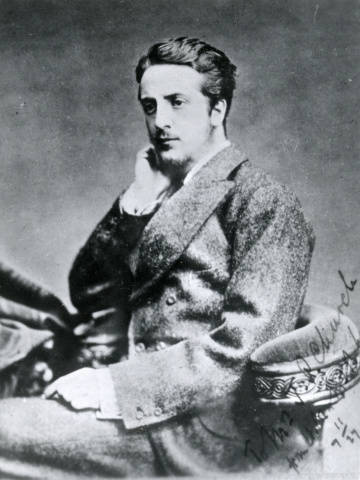
John Tunstall (1872)

John Tunstall (Dalston (Engeland), 6 maart 1853 – Lincoln County (New Mexico), 18 februari 1878) was een Amerikaanse veehouder die bekend werd door zijn betrokkenheid bij de zogeheten Lincoln County War.
Tunstall werd geboren in het Engelse Dalston en emigreerde in 1876 naar de Verenigde Staten. Na zijn aankomst in Lincoln County, in de staat New Mexico, ontmoette hij al snel Alexander McSween, met wie hij in zaken ging. Dit leidde tot een felle concurrentiestrijd met het bedrijf van James Dolan, Lawrence Murphy en John H. Riley, waarbij Tunstall geholpen werd door onder andere Billy the Kid. De moord op Tunstall, gepleegd door William Morton, Jesse Evans en Tom Hill, betekende het begin van de Lincoln County War.
In de film Young Guns (deel I) werd de rol van Tunstall gespeeld door de op dat moment overigens veel oudere acteur Terence Stamp.